# ابوالوفا محمد بوزجانی
ابوالوفا محمد بن محمد بن یحیی بن اسماعیل بن عباس بوزجانی (زادهٔ ۳۲۸ قمری، بوژگان – درگذشتهٔ ۳۸۸ قمری، بغداد) ریاضیدان و منجم ایرانی قرن دهم میلادی در دوران طلایی اسلام و عضو دارالحکمه بوده‌است.
وی همچنین در جمع‌آوری جداول سینوس‌ها و تانژانت‌ها در فواصل ۱۵ دقیقه اعتبار دارد. او همچنین توابع سینوس و کسینوس را معرفی کرد، و همچنین روابط متقابل بین شش خط مثلثاتی مرتبط با یک کمان را مورد مطالعه قرار داد. منجمان عرب قرون وسطی در قرن‌های پس از مرگ او کتاب المجست را به‌طور گسترده خوانده بودند. معروف است که او چندین کتاب دیگر نوشته‌است که باقی نمانده‌است

## زندگی
در ۲۸ شعبان ۳۲۸ در بوژگان از توابع ولایت جام، ربع نیشابور به دنیا آمد. ریاضی را نزد خانواده آموخت و به نیشابور رفت. در سال ۳۴۸ به عراق سفر کرد و تا پایان عمرش در آنجا زندگی کرد.
در عراق به صورت آخرین نمایندهٔ برجستهٔ مکتب ریاضی-نجومی درآمد و به تألیف کتاب‌های مهم خود پرداخت و با همکارانش در رصدخانهٔ بغداد به رصد مشغول شد.
او روش‌های محاسبه‌ای را که بازرگانان، کارمندان دوایر مالیه و مساحان زمین در شرق اسلامی در کارهای روزمرهٔ خود بکار می‌بردند، به نحوه منظم مدون ساخت و همچنین روش‌های متداول را اصلاح کرد و بعضی از روش‌های ناصحیح را نیز مورد انتقاد قرار داد. به عنوان مثال، پس از بیان آنکه مساحان، مساحت هر نوع چهار ضلعی را با ضرب کردن نصف مجموع اضلاع مقابل در یکدیگر بدست می‌آورند، خاطرنشان می‌سازد که این نیز اشتباهی آشکار و غلطی مسلم است.
از کتاب بوزجانی چنین بر می‌آید که دستگاه موضعی عددنویسی ده‌دهی هندی با استفاده از ارقام در میان مردم و تجار سرزمین‌های خلافت شرقی تا مدت‌های طولانی مورد استفاده نبوده‌است. او با توجه به عادت و عرف خوانندگانی که کتاب برای آن‌ها نوشته شده، از استفاده از ارقام کاملاً پرهیز کرده‌است و همهٔ اعداد و محاسبات را، که گاهی بسیار پیچیده‌است، تنها با واژگان بیان کرده‌است.
یکی از کتاب‌های علمی بوزجانی کتاب فیما یحتاج الیه الصانع من الاعمال الهندسه است، که بعد از سال ۳۷۹ نوشته شده‌است.
بسیاری از روش‌های ساختن اشکال دوبعدی و سه‌بعدی که بوزجانی عرضه کرده، اقتباس است از آنچه در آثار اقلیدس، ارشمیدس، هرون اسکندری، تئودوسیوس و پاپوس آمده بوده‌است، اما بعضی از مثال‌ها ابتکاری است. در این اثر بوزجانی، مسائلی نیز راجع به تقسیم یک شکل به اجزایی که شرایط معینی را واجد باشند، آمده‌است.
اثر نجومی بزرگ بوزجانی المجسطی یا الکامل بسیار دنباله‌رو مجسطی بطلمیوس است. ممکن است این اثر که فقط بخشی از آن به‌جای مانده، دقیقاً همان زیج‌الواضع او یا جزئی از آن باشد که بر رصدهای خود و همکارانش مبتنی است. به‌نظر نمی‌آید که زیج باقی‌مانده باشد.
وی مسائل لاینحل هندسه کلاسیک را حل کرد و تحقیقاتی در اصول ترسیمات هندسی نمود که تا امروز هنوز کسی موفق به ارائه راه حل دیگری نشده‌است و از این حیث مسئله ابوالوفا در جهان مشهور است و اولین کسی است که مطالعات دقیقی دربارهٔ کره ماه انجام داد.
کارهای وی در زمینه هندسه کروی با کاربرد در نجوم کروی شگرف بوده‌است.

## ریاضیات
قبل از بوزجانی، در مثلثات کروی، تنها وسیلهٔ حل مثلث‌ها قضیهٔ منلائوس راجع به چهارضلعی کامل بود که در کتب اسلامی به قاعدهٔ مقادیر ششگانه موسوم است. بوزجانی با غنی‌تر ساختن ابزار مثلثات کروی، حل مسائل آن را راحت‌تر کرد.
وی قضیهٔ تانژانتها را در حل مثلث قائم‌الزاویهٔ کروی بکار بست و تقدم در اثبات را بیرونی به وی نسبت داده‌است. یکی از اولین اثبات‌های قضیهٔ کلی سینوسها برای حل مثلث‌های غیر قائم الزاویه، توسط بوزجانی ابداع گردید.
بوزجانی واضع اتحاد مثلثاتی بود:
{\displaystyle \sin(a+b)=\sin(a)\cos(b)+\cos(a)\sin(b)}
{\displaystyle \cos(2a)=1-2\sin ^{2}(a)}
{\displaystyle \sin(2a)=2\sin(a)\cos(a)}
وی هم‌چنین قانون سینوس‌ها را برای مثلثات کروی کشف کرد:
{\displaystyle {\frac {\sin(A)}{\sin(a)}}={\frac {\sin(B)}{\sin(b)}}={\frac {\sin(C)}{\sin(c)}}}

## عصر حاضر
- برای تجلیل از مقام علمی این دانشمند، دهانهٔ یکی از آتشفشانهای ماه را بوزجانی نام نهاده‌اند.
- در سال ۱۳۷۸ همایشی بین‌المللی به منظور شناخت بیشتر وی و خدمات و آثارش در محل تولدش، تربت جام برگزار گردید.
- در سال ۱۳۹۴ خورشیدی، جستجوگر گوگل، هزار و هفتاد و پنجمین سالروز تولد بوزجانی را با تغییر نشان خود و گذاشتن تصویری جدید و قرار دادن علامت‌های هندسی و ریاضی گرامی داشت.[۵]